# Hector Boece

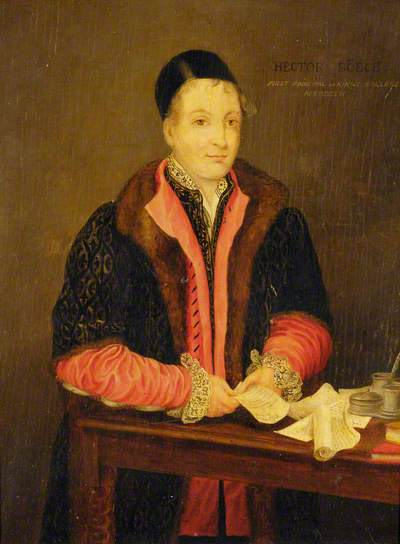
Hector Boece.

Hector Boece (łac. Boethius, ang. Boyce) (ur. 1465, zm. 1536) – szkocki filozof i historyk. 

## Życiorys
Urodził się w Dundee, tam też kształcił się. Następnie studiował na Sorbonie w Paryżu, gdzie poznał Erazma, z którym stał się bliskim przyjacielem. W 1497 roku został profesorem filozofii na uniwersytecie. W 1500 został nakłoniony do opuszczenia Paryża i powrotu do Aberdeen i zaoferowano mu kierowanie świeżo utworzonym przez Jakuba IV Uniwersytetem w Aberdeen. 
W 1522 roku opublikował Vitae Episcoporum Murthlacensium et Aberdonensium (Życiorysy biskupów Murthlack i Aberdeen), a w 1527 roku Historia Gentis Scotorum (Historia Szkocji), w którym opisał historię Szkocji do wstąpienia na tron Jakuba III. To drugie dzieło jest jego najważniejszym utworem.
Na początku lat 1530-tych uczony Giovanni Ferrerio, zachęcony przez opata Roberta Reida z klasztoru w Kinloss, napisał kontynuację historii Boece, rozszerzając ją do końca panowania Jakuba III. Pod koniec 1534 roku Boece został rektorem Boece Fyvie. Zmarł w Aberdeen dwa lata później w wieku 71 lat. 
Jego opis Makbeta wykorzystany został przez Szekspira w tragedii Makbet.